# Цимерн об Ротвајл
Цимерн об Ротвајл (њем. Zimmern ob Rottweil) општина је у њемачкој савезној држави Баден-Виртемберг. Једно је од 21 општинског средишта округа Ротвајл. Према процјени из 2010. у општини је живјело 5.986 становника. Посједује регионалну шифру (AGS) 8325069.

## Географски и демографски подаци
Цимерн об Ротвајл се налази у савезној држави Баден-Виртемберг у округу Ротвајл. Општина се налази на надморској висини од 663 метра. Површина општине износи 33,8 km². У самом мјесту је, према процјени из 2010. године, живјело 5.986 становника. Просјечна густина становништва износи 177 становника/km².